# Jeong Yein
Jeong Yein (* 4. Juni 1998 in Incheon, Südkorea) ist eine südkoreanische Sängerin. Bis zu deren Auflösung war sie Mitglied der Girlgroup Lovelyz; seither ist sie als Solosängerin aktiv.

## Werdegang
2014 debütierte Yein als Mitglied von Lovelyz bei Woollim Entertainment. Sie gehörte zum Line-up der Gruppe bis November 2021, als die Verträge fast aller Mitglieder endeten. Am 11. Januar 2022 gab sie bekannt, bei der Künstleragentur Sublime Artist unter Vertrag zu stehen. Wenige Tage später, am 25. Januar, debütierte Yein mit dem Lied Plus N Minus als Solosängerin. Das Musikvideo dazu nahm sie in Los Angeles auf.
2017 war sie im Webdrama The Blue Sea (더 블루씨) zu sehen und spielte auf TVN eine Gastrolle in der koreanischen Version von Criminal Minds (크리미널마인드).